# Palazzo Capuano (Portici)
Il Palazzo Capuano è il più antico edificio storico di Portici, sito in piazza S. Ciro, 17.

## Storia
Costruito nel 1025 per volontà del nobile napoletano Gualtiero Galeota, era originariamente destinato alla funzione di Palazzo Ducale, cioè sede del potere feudale della zona.
La struttura attuale è il risultato della sovrapposizione di elementi di epoche diverse. La parte più antica è costituita dalla torre, originariamente distinta rispetto al resto dell'edificio, cui si appoggia un corpo di fabbrica edificato nel XIV secolo. Molto della struttura originaria è andato perduto all'atto dell'apertura, nel 1948, della contigua via Libertà. Per far posto alla nuova arteria, buona parte del corpo di fabbrica di epoca rinascimentale è stato demolito, determinando così anche la perdita di una splendida galleria decorata da affreschi di Belisario Corenzio.
Il Palazzo è stato occupato da numerose casate della nobiltà napoletana, tra cui i principi Colonna di Stigliano, i nobili genovesi Mari, i del Giorno, e infine dalla famiglia Capuano fino al XIX secolo. Successivamente l'edificio è stato abitato dalle famiglie Mercurio e Materi. Acquisito al demanio pubblico, fino alla fine dell'Ottocento l'edificio è stato sede dell'amministrazione comunale. Il trasferimento degli uffici comunali in altra sede ha determinato l'inizio di un progressivo degrado strutturale.
Oltre alle diverse famiglie nobiliari che vi si sono succedute, Palazzo Capuano ha ospitato nel corso dei secoli numerosi personaggi di rilevanza storica, quali le regine di Napoli Giovanna I e Giovanna II d'Angiò-Durazzo; Bernardo Tanucci, ministro plenipotenziario dei re Carlo di Borbone e Ferdinando II delle Due Sicilie; il principe Scanderbeg; la duchessa Anna Carafa della Stadera (che vi nacque e morì), moglie del viceré di Napoli Ramiro Núñez de Guzmán e madre del feudatario barone Nicola Maria de Guzmàn Carafa.

## Architettura
Come detto, la struttura attualmente visibile conserva pochi tratti della configurazione originaria. Il corpo di fabbrica rinascimentale si presenta ripartito su due livelli, con finestre delimitate da timpani lineari, tranne quella in asse con il portone d'ingresso, che è di forma triangolare. Quest'ultimo recava in origine lo stemma nobiliare, oggi perduto, e dà accesso ad un notevole androne con volte a vela.
La costruzione originaria, parecchio estesa, aveva come confini il vico Casaconte da un lato, e il largo Croce al Mercato, dall'altro. Annesso alla costruzione esisteva un vasto giardino caratterizzato dalla presenza di numerose fontane e giochi d'acqua, che probabilmente attingevano la propria fonte dal fiume Dragone, oggi scomparso dalla superficie cittadina.